# Bojanovice, Praha-západ
Bojanovice là một làng thuộc huyện Praha-západ, vùng Středočeský, Cộng hòa Séc.